# 5346 Benedetti
5346 Benedetti eller 1981 QE3 är en asteroid i huvudbältet som upptäcktes den 24 augusti 1981 av den belgiske astronomen Henri Debehogne vid La Silla-observatoriet. Den är uppkallad efter Mario Benedetti.
Asteroiden har en diameter på ungefär 16 kilometer och den tillhör asteroidgruppen Themis.